# Arachnodes andriai
Arachnodes andriai är en skalbaggsart som beskrevs av Renaud Maurice Adrien Paulian 1976. Arachnodes andriai ingår i släktet Arachnodes och familjen bladhorningar. Inga underarter finns listade.